# Judo-Europameisterschaften der Männer 1974
Die Judo-Europameisterschaften 1974 der Männer fanden vom 2. bis zum 5. Mai in London statt. Es waren die ersten Judo-Europameisterschaften, die im Vereinigten Königreich ausgetragen wurden.
Das Team des Gastgeberlandes gewann drei Medaillen, im Gegensatz zum Vorjahr stellte das Vereinigte Königreich aber keinen Europameister. Sergei Melnitschenko und Sergei Nowikow konnten ihren Titel aus dem Vorjahr verteidigen.

## Ergebnisse
| Gewichtsklasse                | Gold                 | Silber                   | Bronze                              |
| ----------------------------- | -------------------- | ------------------------ | ----------------------------------- |
| Leichtgewicht (bis 63 kg)     | Sergei Melnitschenko | Danny Da Costa           | Schengeli Pizchelauri Michel Algisi |
| Halbmittelgewicht (bis 70 kg) | Günter Krüger        | Waleri Dwoinikow         | Engelbert Dörbandt Gérard Gautier   |
| Mittelgewicht (bis 80 kg)     | Jean-Paul Coche      | Antoni Reiter            | Bob Debelius Adam Adamczyk          |
| Halbschwergewicht (bis 93 kg) | Goran Žuvela         | Günther Neureuther       | David Starbrook Dietmar Lorenz      |
| Schwergewicht (über 93 kg)    | Giwi Onaschwili      | Chris Dolman             | Wolfgang Zuckschwerdt Rémi Berthet  |
| Offene Klasse                 | Sergei Nowikow       | Schota Tschotschischwili | Wolfgang Zuckschwerdt Imre Varga    |

## Medaillenspiegel
| Rang | Land                            | Gold | Silber | Bronze | Gesamt |
| ---- | ------------------------------- | ---- | ------ | ------ | ------ |
| 1    | Sowjetunion                     | 3    | 2      | 1      | 6      |
| 2    | Deutsche Demokratische Republik | 1    | –      | 3      | 4      |
| 2    | Frankreich                      | 1    | –      | 3      | 4      |
| 4    | Jugoslawien                     | 1    | –      | –      | 1      |
| 5    | Vereinigtes Königreich          | –    | 1      | 2      | 3      |
| 6    | BR Deutschland                  | –    | 1      | 1      | 2      |
| 6    | Polen                           | –    | 1      | 1      | 2      |
| 8    | Niederlande                     | –    | 1      | –      | 1      |
| 9    | Ungarn                          | –    | -      | 1      | 1      |
|      | Total                           | 6    | 6      | 12     | 24     |